# 中国2010年上海世界博览会尼日利亚馆

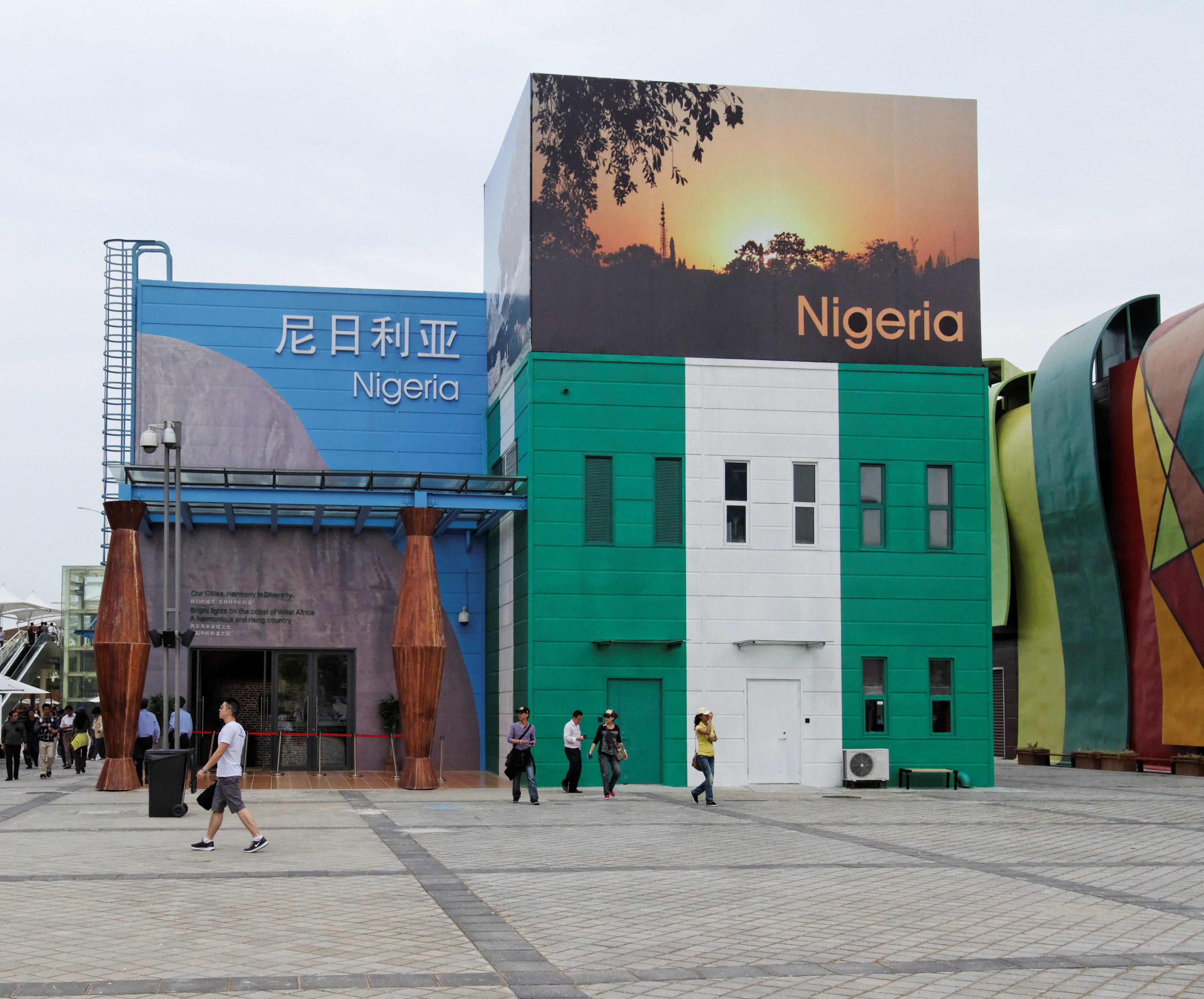
尼日利亚馆

中国2010年上海世界博览会尼日利亚馆，简称尼日利亚馆（英文：Nigeria Pavilion at Expo 2010），是中国2010年上海世界博览会代表尼日利亚的展馆，位于世博园区C片区。该展馆的主题为“我们的城市——和而不同”，其展馆的国家馆日为8月21日。展馆外墙模仿非洲七大奇迹之一的祖玛岩。展馆外观融合尼日利亚国旗色，等候门厅设置诸多棕树造型，营造尼日利亚的风情风貌。馆内分“西非海岸璀璨之光”、“崛起中的和谐之国”和“商业区”三个展区。